# Nueva Ciudad Guerrero
Nueva Ciudad Guerrero ist eine Stadt im mexikanischen Bundesstaat Tamaulipas. Sie liegt am Falcon Reservoir nahe der Grenze zu den USA am Río Salado. Die nächstgelegene amerikanische Stadt ist Falcon Heights in Texas, nächste größere mexikanische Stadt ist Ciudad Mier. Dem letzten Zensus aus dem Jahr 2010 zufolge wohnen 4.312 Einwohner in Nueva Ciudad Guerrero, das Verwaltungssitz des Municipio Guerrero ist.

## Geschichte
Nueva Ciudad Guerrero wurde im Jahr 1750 unter dem Namen Villa del Señor San Ignacio de Loyola de Revilla gegründet, später jedoch nach dem zweiten mexikanischen Präsidenten Vicente Guerrero umbenannt. Im Jahr 1840 diente der Ort für kurze Zeit als Hauptstadt der kurzzeitig gegründeten Republik des Rio Grande, die jedoch nie offiziell anerkannt wurde.